# Michalowskiya sordida
Michalowskiya sordida är en insektsart som beskrevs av Irena Dworakowska 1993. Michalowskiya sordida ingår i släktet Michalowskiya och familjen dvärgstritar.
Artens utbredningsområde är Taiwan. Inga underarter finns listade i Catalogue of Life.